# Конде Нортен
Конде Нортен (фр. Condé-Northen) је насељено место у Француској у региону Лорена, у департману Мозел.
По подацима из 2011. године у општини је живело 627 становника, а густина насељености је износила 57,42 становника/km².

## Демографија
| 1962. | 1968. | 1975. | 1982. | 1990. | 2011. |
| ----- | ----- | ----- | ----- | ----- | ----- |
| 305   | 303   | 316   | 534   | 507   | 627   |